# Graham Greene
Henry Graham Greene (født 2. oktober 1904, død 3. april 1991) var en fremtrædende engelsk forfatter og kritiker, hvis værker behandler det moderne menneskes flertydighed, den ambivalente moral eller politiske sager i moderne omgivelser. 
Greene protesterede imod at blive rubriceret som "katolsk forfatter"[kilde mangler], trods det at hans religiøse overbevisning præger alle hans bøger[kilde mangler]. Flere af hans største værker (f.eks. Brighton Rock, Sagens kerne og Magten og æren) er romersk-katolske i deres udtryksform[kilde mangler].
En række af hans værker er filmatiseret, fx Den tredje mand og Vor mand i Havana.